# Пол Волф
Пол Волф (англ. Paul Wolf, 5 жовтня 1915 — 14 серпня 1972) — американський плавець.
Призер Олімпійських Ігор 1936 року.